# Jupiter (film, 1945)
Série Flicka
Mon amie Flicka (1943) Alerte au ranch (1948)
Pour plus de détails, voir Fiche technique et Distribution.
Jupiter, ou Jupiter, fils de Flicka (Thunderhead, Son of Flicka) est un film américain en Technicolor réalisé par Louis King, sorti en 1945. 
Il s'agit de l'adaptation du roman Le Fils de Flicka (1941), deuxième tome de la trilogie à succès écrite par Mary O'Hara. 
Le film précédent est : Mon amie Flicka (1943) et le suivant : Alerte au ranch (1948).

## Synopsis
Flicka, la jument mustang de Ken, donne naissance à un poulain tout blanc, Jupiter. Ken l'entraîne pour la course, mais le poulain se blesse lors de sa première course...

## Fiche technique
- Titre français : Jupiter
- Titre belge francophone : Éclair l'indomptable
- Titre original : Thunderhead, Son of Flicka
- Réalisation : Louis King
- Scénario : Dwight Cummins, Dorothy Yost, d'après Le Fils de Flicka, roman de Mary O'Hara (1941)
- Producteur : Robert Bassler
- Photographie : Charles G. Clarke
- Montage : Nick DeMaggio
- Musique : Cyril J. Mockridge
- Société de production : 20th Century Fox
- Société de distribution : 20th Century Fox
- Pays de production : États-Unis
- Format : Couleur (Technicolor) - (Western Electric Recording) 1.37:1 - son Mono (Western Electric Recording)
- Genre : Aventure animalière, film pour la jeunesse
- Durée : 78 min
- Dates de sortie :
  - États-Unis :15 mars 1945
  - France : 22 décembre 1948

## Distribution
- Roddy McDowall : Ken McLaughlin
- Preston Foster : Rob McLaughlin
- Rita Johnson : Nelle McLaughlin
- James Bell : Gus
- Patti Hale : Hildy (créditée Diana Hale)
- Carleton Young : Maj. Harris
- Ralph Sanford : Charlie Sargent
- Al Bridge : Dr Hicks
- Robert Filmer : Tim